# Кезгайло Волімонтович
Кезгайло Волімонтович (у хрещенні Михайло; лит. Mykolas Kęsgaila Valimantaitis; бл. 1380 — бл. 1450) — державний і військовий діяч Великого князівства Литовського, син Волімонта Бушковича, основоположник магнатського роду Кезгайлів. Обіймав посади старости вількомирського (1410), жемайтійського (1412—1432, 1440—1441, 1442—1448) та каштеляна віленського (1445—1448).

## Біографія
Був третім сином Волімонта Бушковича. Вперше згаданий 1401 року серед підписантів Віленсько-Радомської унії. Був активним прихильником великого князя Вітовта, за що у 1410 отримав Жемайтійське староство. Підтримував християнізацію жемайтів, брав участь у придушенні їхнього повстання 1418 року.
Після смерті Вітовта разом з братами підтримав нового великого князя литовського, Свидригайла, був в числі найбільш відданих його прихильників. Після державного перевороту в 1432 році та приходу до влади Сигізмунда Кейстутовича, брати Кезгайла потрапили в опалу та були ув'язнені. Того ж року Євнут, Румбольд, Гедигерд та Шедібор Волімонтовичі були страчені, в той час як Кезгайлу вдалось зберегти життя та маєтності, можливо завдяки протекції свого зятя, Яна Гаштовта.
Підтримував нового великого князя Казимира Ягеллончика після вбивства Сигізмунда в 1440 році. Також отримав назад відібране Сигізмундом Жемайтійське староство.
Володів часткою Деволтви, Солів та Свядості; отримав від Вітовта Крожі, Плоцеле, та інші маєтності в Жемайтії.

## Сім'я та діти
Від імені свого предка потомки Кезгайла писались Кезгайловичами або Кезгайлами. Дружину Кезгайла звали Гелена, її походження невідоме. Діти від неї:
- Михайло Кезгайлович (1410?—1476) — воєвода віленський, канцлер великий литовський.
- Петро Кезгайлович 1415?—1437)
- Добеслав Кезгайлович (1420?—1460) — каштелян віленський.
- Ян Кезгайлович (1425?—1485)
- Мілохна Кезгайлівна — дружина Петра Сеньки Гедигольдовича.
- Дорота Кезгайлівна (?) — за деякими даними дружина Яна Гаштольда.